# Terebellum
El Terebellum es un cuadrilátero de estrellas situado en la constelación de Sagitario.
Las cuatro estrellas que lo forman son de quinta magnitud, con una separación visual entre ellas inferior a dos grados.
No están gravitacionalmente ligadas entre sí, ya que se encuentran a distintas distancias respecto a la Tierra, por lo que constituyen un asterismo.

## Componentes
62 Sagittarii es la estrella más brillante del asterismo con magnitud media +4,51; es una variable irregular cuyo brillo fluctúa entre +4,45 y +4,64.
ω Sagittarii, distante 77,6 años luz del sistema solar, es la más cercana.
| Estrella      | Denominación de Flamsteed | Magnitud aparente | Tipo Espectral | Distancia (Años luz) |
| ------------- | ------------------------- | ----------------- | -------------- | -------------------- |
| ω Sagittarii  | 58 Sagittarii             | 4,70              | G5IV           | 77,6                 |
| b1 Sagittarii | 59 Sagittarii             | 4,54              | K2IIb          | 1200 (aprox)         |
| A Sagittarii  | 60 Sagittarii             | 4,85              | G5III          | 340                  |
| c Sagittarii  | 62 Sagittarii             | 4,51              | M4III          | 448                  |

* Tipos espectrales y magnitudes aparentes procedentes de la base de datos SIMBAD.
- Datos: Q973770